# François Ravard (auteur)
Pour l’article homonyme, voir François Ravard (producteur).
François Ravard est un illustrateur, aquarelliste, et auteur de bande dessinée français né le 8 novembre 1981 à Bayeux (Calvados).

## Biographie
Né en Normandie en 1981, François Ravard effectue à Rennes un cycle scolaire finalisé par un Bac S, avant d'obtenir un diplôme de graphisme publicitaire.
Depuis ses débuts, il a publié une trentaine de bandes dessinées et d'albums jeunesse, aux éditions Futuropolis, Gallimard, Flammarion, Glénat, Casterman...
Il reçoit entre autres une mention spéciale du jury polar au festival d'Angoulême 2012 pour l'album "La faute aux Chinois" (avec Ducoudray, éditions Futuropolis), ou encore la pépite Fiction Junior au festival de Montreuil 2021 pour "Les filles montent pas si haut d'habitude " (avec Alice Butaud, éditions Gallimard)
En parallèle de ses projets éditoriaux, il contribue régulièrement à la revue Bastille, au 1 Hebdo, ainsi qu'au magazine Fluide Glacial...
Depuis 2018, les éditions Glénat publient également ses recueils d'aquarelles ("Pas un jour sans soleil" et "Vague d'amour") mêlant humour et poésie sur le thème de la mer. Ses illustrations sont exposées à La Galerie Alfred, qu'il a fondée avec sa compagne Esthel, à Dinard, où ils résident aujourd'hui.

## Publications
Bande dessinée
- Le Portrait, scénario de Loïc Dauvillier d'après une nouvelle de Nicolas Gogol, couleurs de Myriam, Carabas

1. Première partie, 2005
2. Deuxième partie[2], 2007

- Hamlet 1977[3], scénario de Harry R. Vaughn, pour la collection KSTЯ, Casterman, 2010
- La Faute aux chinois[4],[5], avec Aurélien Ducoudray, Futuropolis, 2011
- Clichés de Bosnie[6], avec Aurélien Ducoudray, Futuropolis, 2013
- Les Mystères de la cinquième République, avec Philippe Richelle, Glénat, coll Grafica

1. Trésor de guerre, 2013
2. Octobre noir, 2014
3. Les Larmes d'Alger, 2015
4. L'Ombre du SAC, 2016
5. Au nom de la France, 2017

- Mort aux vaches[7], scénario d'Aurélien Ducoudray, Futuropolis, 2016
- Didier, la 5e roue du tracteur[8],[9], scénario de Pascal Rabaté, Futuropolis, 2018
- Pas un jour sans soleil, Glénat, 2018
- Chères Elites, scénario de James, Fluide Glacial, 2019
- Nestor Burma (tome 13) les Rats de Montsouris , scénario d'Emmanuel Moynot, Casterman, 2020 d'après Malet et Tardi
- Vague d'amour, Glénat, 2021
- La loi des probabilités, scénario de Pascal Rabaté, Futuropolis, 2023
- Addictions, Fluide Glacial, 2024

Jeunesse
- Viking, Viking!! dessin de Matthieu Maudet, Carabas, 2006
- Elvis, avec Joël Legars, Carabas, 2008
- Les filles montent pas si haut d'habitude, avec Alice Butaud, Gallimard Jeunesse 2021
- Le tout petit monsieur et la très grande dame, avec Claire Renaud, Gallimard Jeunesse, 2022
- Léo des villes, Léo des champs, avec Jean-Philippe Arrou-Vignod, Gallimard Jeunesse, 2022
- Clovis & Oups, avec Aurélie Valognes, Flammarion Jeunesse, 2022

1. La belle vie, 2022
2. Marin d'eau douce, 2022
3. Le père Noël perd la boule, 2022
4. Sauve qui peut, 2023
5. Les aventures de Clovis & Oups, l'intégrale 2023

- L'heure magique, avec Jean-Philippe Arrou-Vignod, Gallimard Jeunesse, 2023
- Sur le chemin de Reinette, avec Emmanuel Bourdier, Flammarion Jeunesse, 2024

## Prix et distinctions
- 2012 : Mention spéciale du jury Polar d'Angoulême pour La faute aux Chinois
- 2013 : Prix Région Centre pour Clichés de Bosnie
- 2013 : Prix Nouvelle République pour Clichés de Bosnie
- 2013 : Prix RTL du mois de juin pour Clichés de Bosnie
- 2017 : Prix hors les murs  pour Mort aux vaches au festival BD de Darnétal
- 2018 : sélection Prix BD Fnac pour Didier, la 5e  roue du tracteur
- 2019 : Prix de la bande dessinée Bretonne pour Didier, la 5e  roue du tracteur
- 2021 : Pépite fiction junior au festival du livre jeunesse de Montreuil pour Les filles montent pas si haut d'habitude
- 2023 : Prix des collégiens Gallimard Jeunesse pour Léo des villes Léo des champs